# Corregimiento de Turrialba y Alcaldía Mayor del puerto de Suerre

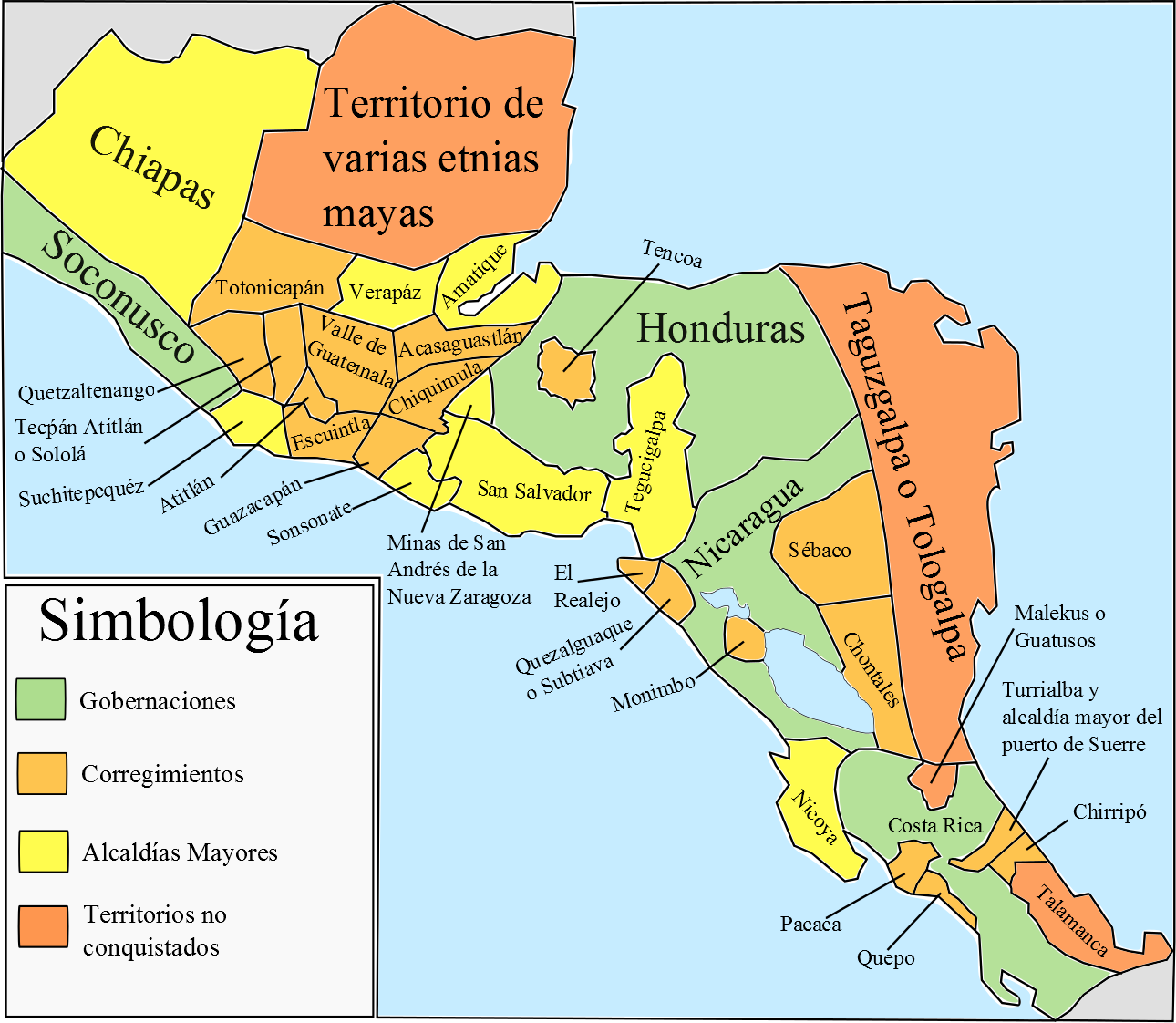
El corregimiento de Turrialba junto con el resto de la Capitanía General de Guatemala en el año de 1650

Corregimiento de Turrialba y Alcaldía Mayor del puerto de Suerre es una unidad administrativa del Reino de Guatemala, posiblemente creada alrededor de 1600, con territorios antes pertenecientes al Corregimiento de Francisco de Ocampo Golfín. Según un padrón levantado en noviembre de 1638 por el corregidor Gil de Alvarado y Benavides, el Corregimiento de Turrialba, cuyo titular era además Alcalde Mayor del puerto de Suerre en la costa del Mar Caribe, comprendía en el valle central de Costa Rica los pueblos indígenas de Aoyaque, Atirro, Corrosí, Güicasí, Jucaragua, Orosi, Tucurrique, Turrialba y Ujarrací (Ujarrás). En documentos de 1604 se habla también de una ciudad de la Santísima Trinidad existente junto al puerto de Suerre.
Debido a las enfermedades, los malos tratos y los abusos de los Corregidores, la población de esas localidades disminuyó rápidamente a lo largo de la primera mitad del siglo XVII y algunas de ellas desaparecieron por completo, al extremo de que hoy se desconoce el lugar exacto de su emplazamiento. Para 1659, según informó la Real Audiencia de Guatemala al Consejo de Indias, en todo el Corregimiento de Turrialba ya solamente quedaban 80 indígenas. 
Entre los últimos Corregidores de Turrialba y Alcaldes Mayores de Suerre figuraron el alférez Gil de Alvarado y Benavides en 1632 y 1638, Pedro de Artavia en 1638, Juan de Senabria Maldonado y Diego Ramírez de Valdés en 1649 y Juan de Echavarría Navarro y Sandoval en 1654.
El Corregimiento de Turrialba fue suprimido por el Consejo de Indias el 9 de octubre de 1660 y su extenso territorio quedó sometido a la autoridad de los Gobernadores de Costa Rica.